# Hipolit Grynwaser
Hipolit Grynwaser (ur. 1895, zm. 1943 lub 1944) – polski historyk i prawnik, badacz archiwalny dziejów chłopskich i ich oporu wobec systemu feudalnego na ziemiach polskich.

## Życiorys
Po ukończeniu szkoły średniej studiował we Francji historię prawa; interesował się historią ustroju społecznego. Po powrocie do kraju pracował jako nauczyciel, a potem otworzył własną kancelarię adwokacką (w 1926 był członkiem Izby Adwokackiej Warszawskiej); był także radcą prawnym towarzystw ubezpieczeniowych. W swojej pracy naukowej zajmował się ustrojem społecznym Polski przedrozbiorowej i w czasie rozbiorów, demokracją szlachecką, kwestią agrarną, walkami chłopskimi i oporem wsi wobec systemu feudalnego. Prowadził badania archiwalne nad dziejami chłopów w okresie schyłkowej pańszczyzny. Współpracował z Instytutem Gospodarstwa Społecznego kierowanym przez Ludwika Krzywickiego. W czasie wojny ukrywał się po aryjskiej stronie, zginął prawdopodobnie w 1943 lub 1944 roku, być może w powstaniu warszawskim.

## Dorobek i poglądy
Jako pierwszy obok Marcelego Handelsmana i Maksymiliana Melocha wskazywał na wytwarzanie się poczucia odrębności klasowej wśród wyzwolonych z pańszczyzny chłopów.

## Publikacje
- Demokracja szlachecka, 1795-1831. Studium historyczno-krytyczne (1918, 2. wyd. 1948).
- Kwestia agrarna i ruch włościan w Królestwie Polskim w pierwszej połowie XIX w. (1807-1860). Studium archiwalne (1935, 2. wyd. 1951).
- Sprawa włościańska w Królestwie Polskim w latach 1861–1862 (1938, 2. wyd. 1951).